# Anders Zorn
Anders Leonard Zorn (Mora, Svédország, 1860. február 18. – Mora, 1920. augusztus 22.) a nemzetközileg is legsikeresebb svéd festőművészek egyike volt. Szobrászattal és rézmetszéssel is foglalkozott.

## Élete és munkássága

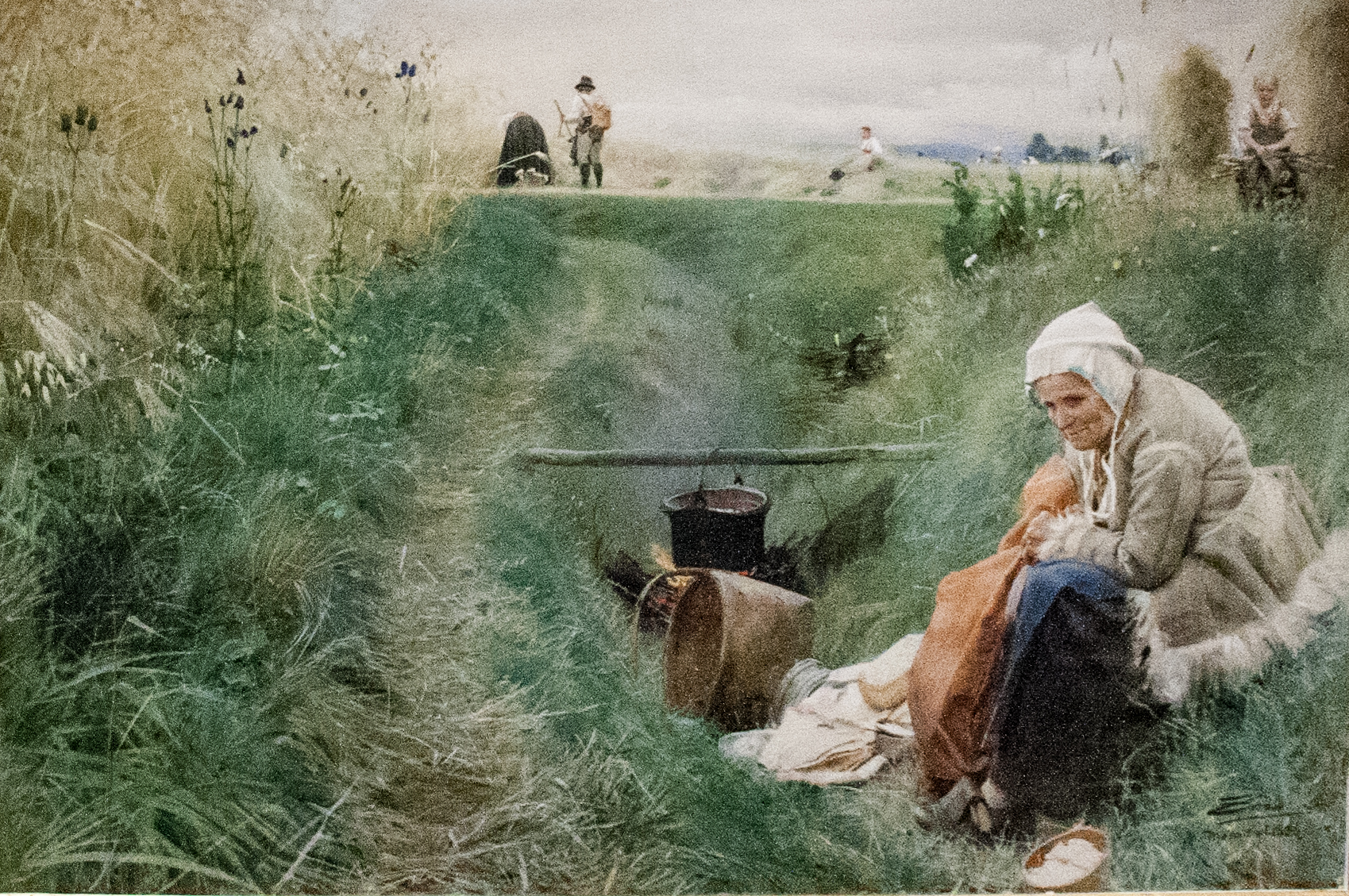
Mindennapi kenyerünk. A művész anyja aratóknak főzi az ebédet

Anders Zorn Svédország Dalarna tartományában, a mai Mora község területén lévő Utmeland faluban, a Grudd-birtokon született házasságon kívül. Anyja, Grudd Anna Andersdotter 20 éves korában egy uppsalai sörfőzdében dolgozott, és ott ismerkedett meg Leonard Zorn német sörfőző mesterrel, aki később Helsinkibe költözött és ott is halt meg 1872-ben. Zorn soha nem találkozott az apjával. 

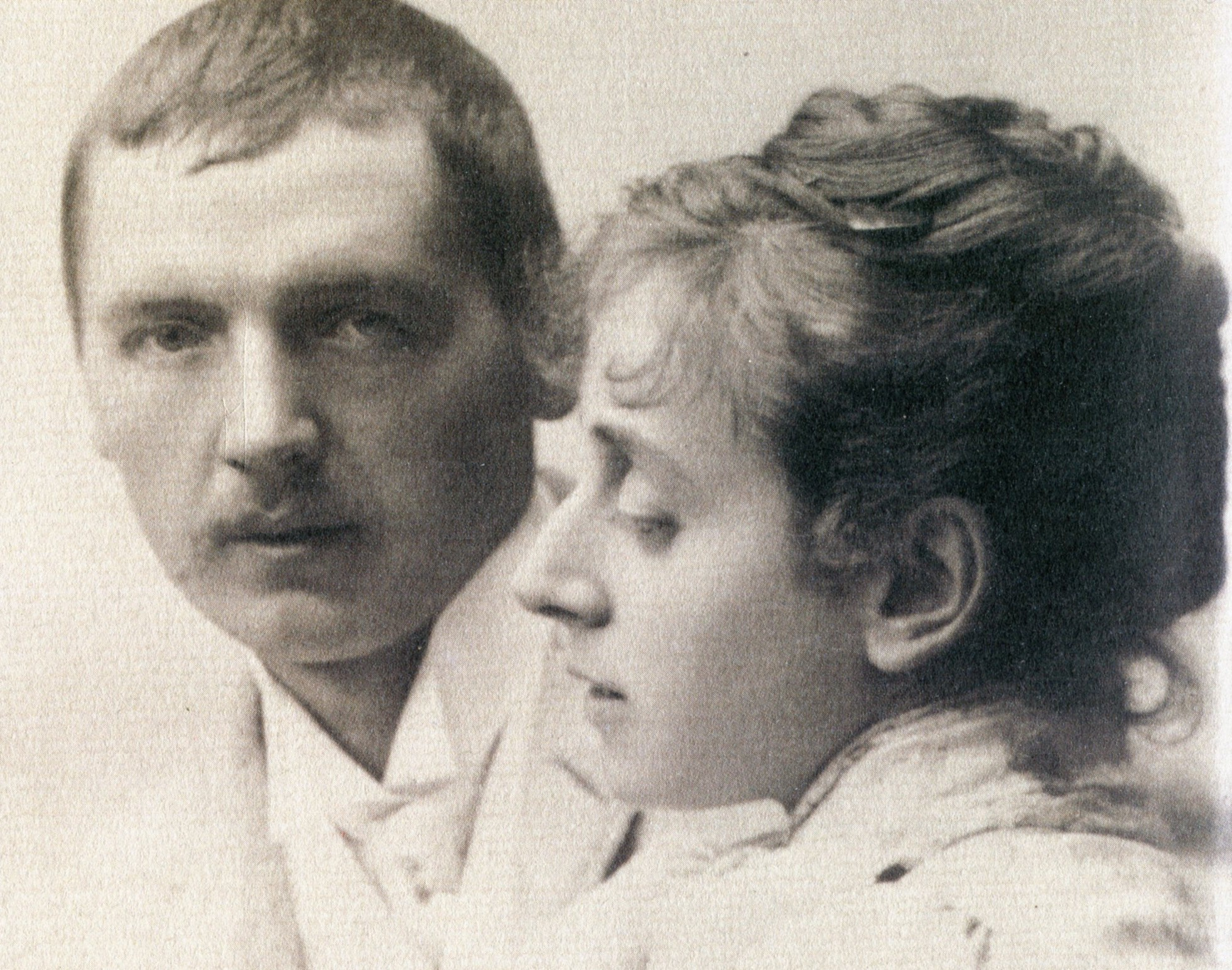
Anders Zorn és felesége 1885 körül

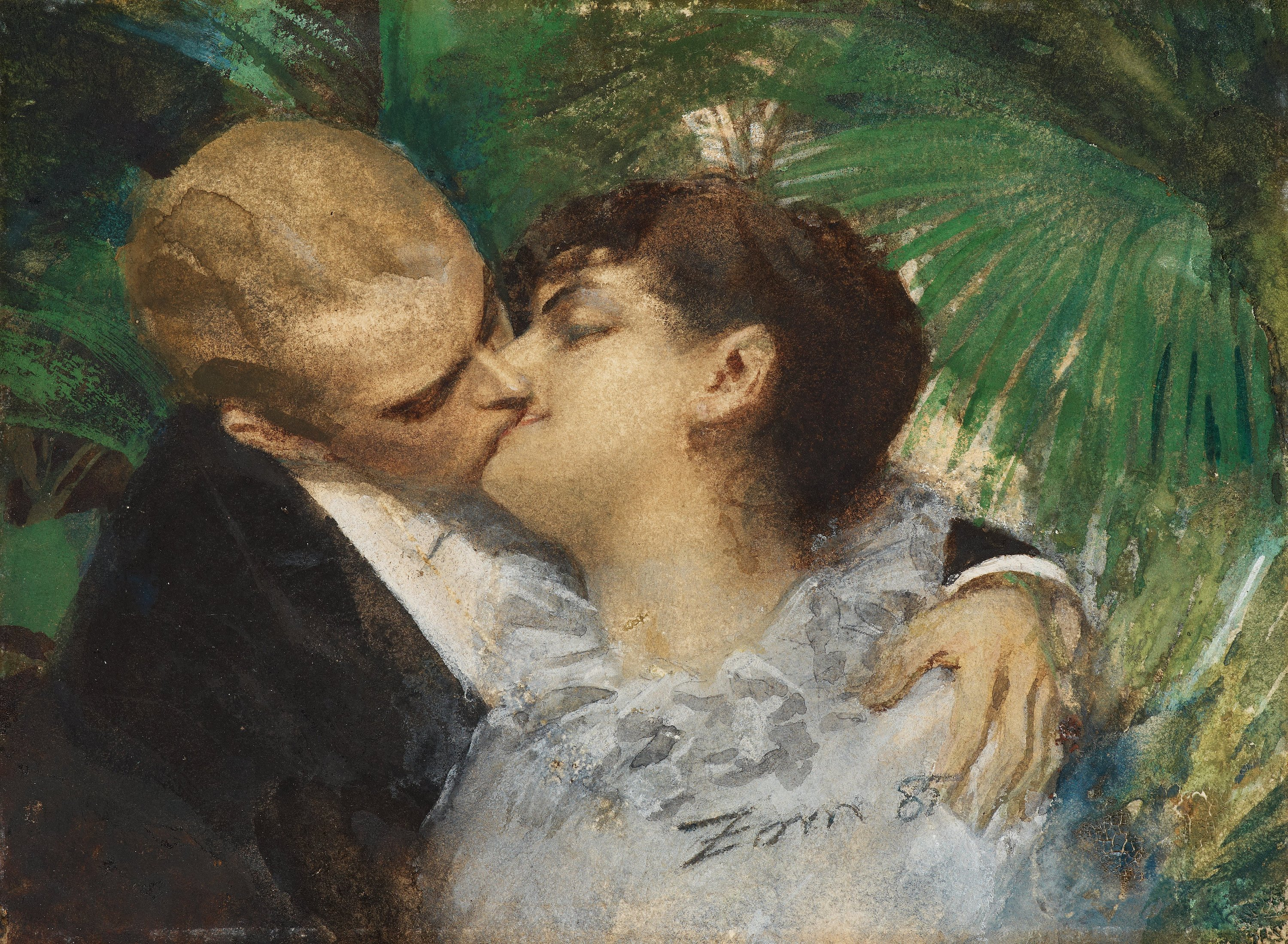
A csók 1882-83

Anders Zorn anyai nagyszüleinél nevelkedett Morában, majd 12 éves korától Enköpingben járt iskolába, ahol megtanulta az irodalmi svéd nyelvet – addig ugyanis csak a svéd nyelv morai tájszólását beszélte a családban. Az iskolában már az első rajzórákon feltűnt a tehetsége. Osztálytársairól készült rajzai, a várost ábrázoló festményei és lovakat, embereket ábrázoló fametszetei is fennmaradtak és ma is láthatók a morai Zorn-múzeumban.
Művészi munkásságát először fametszetek készítésével kezdte, de hamarosan áttért a festészetre. 1875-től a stockholmi Királyi Szépművészeti Akadémián (Kungliga Akademien för de fria konsterna, röviden Konstakademie) folytatta tanulmányait az apja révén kapott kis örökség valamint a német sörfőzők stockholmi egyletének támogatásával. 1880-ban egy akvarellképével már komoly érdeklődést keltett egy kiállításon. Hamarosan sikeres portréfestő lett és számos megrendelést kapott gazdag svéd családoktól. Egyik megbízatása alkalmával ismerkedett meg leendő feleségével, Emma Lamm-mal, egy zsidó származású gazdag nagykereskedő lányával. Zorn mint vagyontalan, házasságon kívül született gyermek az akkori svéd társadalomban nem számított elfogadható partinak egy előkelő családból származó lánynak, ezért elhatározta, hogy híres festőként válik majd elfogadható férjjé szerelme családja számára. E célból külföldre utazott, de levélben tartotta a kapcsolatot Emmával, akivel 1881-ben eljegyezték egymást. 
1881-től főleg Angliában és Spanyolországban utazgatott sokat. Úti céljait példaképe, Egron Lundgren festményei alapján választotta meg. Szívesen tanulmányozta a vízfelületek mozgásának ábrázolását. Madridban alkotta 1883-ban azt a festményét, amely már világhírt szerzett számára. Londonban egy divatos címen bérelt magának stúdiót és igyekezett divatosan és drágán öltözködni, akár kölcsönökből is, hogy beleilleszkedjen az elegáns társaságba. Sok rendelést kapott portrék festésére, ami jelentősen javította anyagi helyzetét. Idővel, négy év után, Svédországban menyasszonya családja beleegyezett a házasságba.
Zorn Svédországba visszatérve 1885-ben polgári házasságot kötött Emma Amalia Lamm-mal. Ezután Zorn  szülővárosában, Morában telepedtek le. A mézesheteket Magyarországon, Törökországban és Algirben töltötték, de ennek során Zorn tífuszban betegedett meg. A későbbiekben Zorn folytatta utazásait, gyakran feleségével együtt, hosszabb időt töltve külföldön. 
Nyolc éven keresztül Párizsban éltek a feleségével.
1893-ban az Egyesült Államokba utazott, hogy portrékat fessen politikusokról és üzletemberekről. Grover Cleveland elnökről készült portréja nagyon ismertté vált. Később megfestette Theodore Roosevelt és William Howard Taft arcképeit is. A svéd királyi család tagjairól is készített portrékat.
1897 nyarán Oroszországba utazott, ahol szintén nagyon kedvező fogadtatásban részesült. Szentpétervárott és Moszkvában is vendégeskedett, jó barátságot kötött Repin és Konsztantyin Korovin festőkkel. Ezután ismét Zorn szülőföldjén, Morában telepedtek le, immár végleg. Itti nkább tájképfestészettel foglalkozott, valamint aktokat festett. Érzékien megfestett aktjai a morai lányokról Svédországban fogalommá váltak. Több szobor modelljét is elkészítette.
1920 augusztusában vérmérgezésben hunyt el a morai kórházban. Örökségét hatmillió amerikai dollárra becsülték. Felesége halála után, 1942-től birtoka, a Zorngården, értékes gyűjteményeivel együtt az államra szállt, ekkor hozták létre a Zorn-gyűjteményeket.

## Festményeiből

### Portrék, életképek

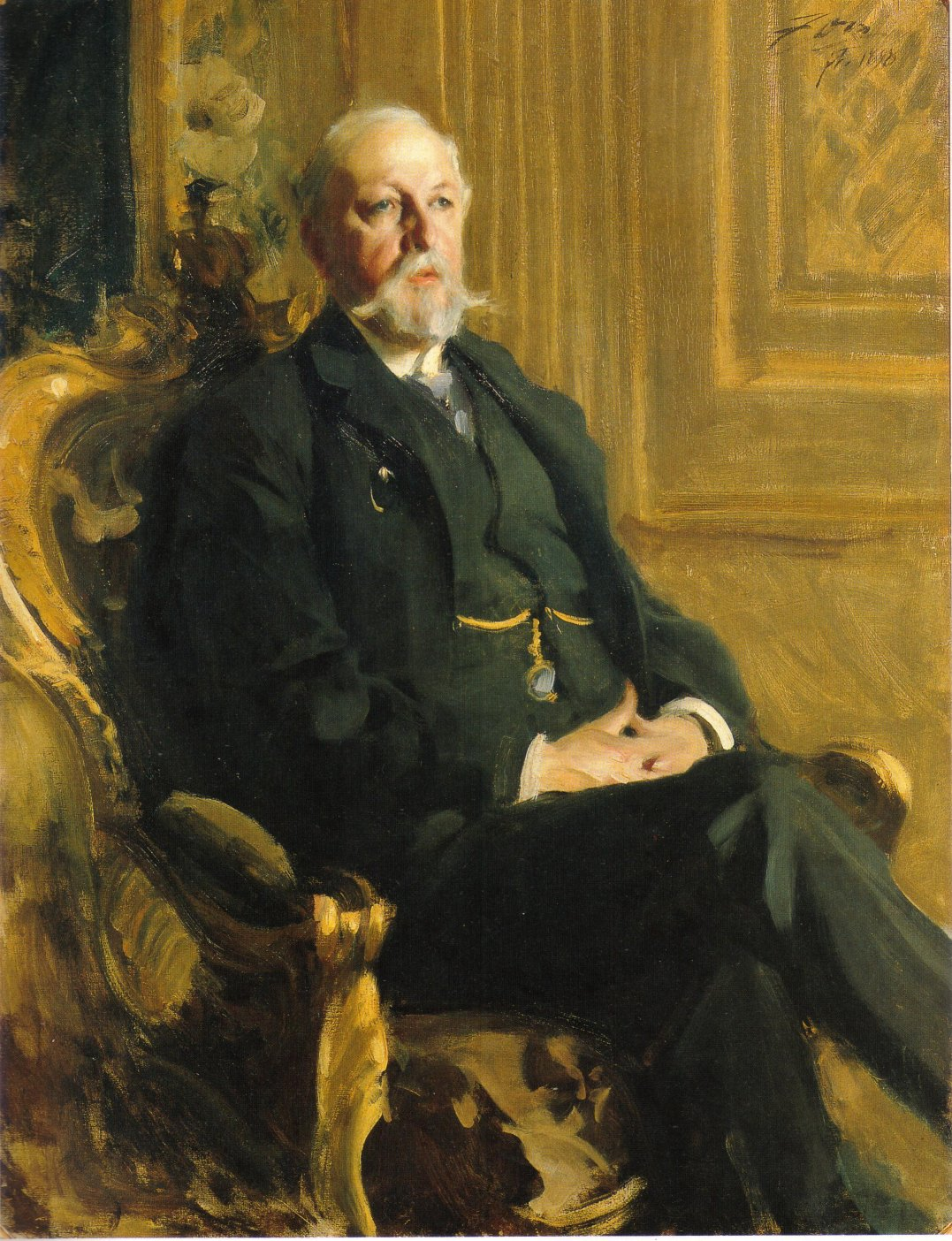
II. Oszkár  svéd király portréja, 1898.
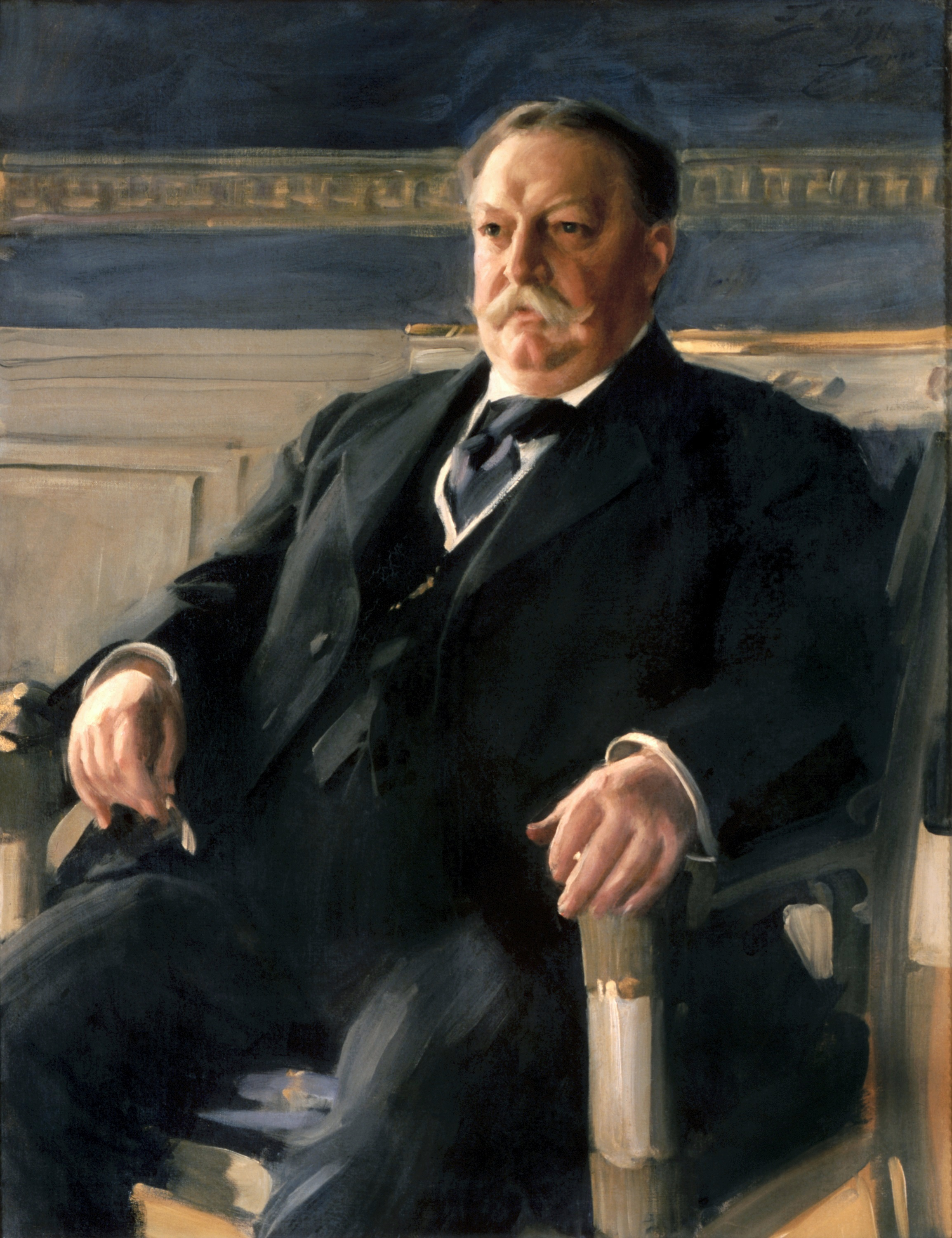
William Howard Taft, az Egyesült Államok 27dik  elnöke  1911
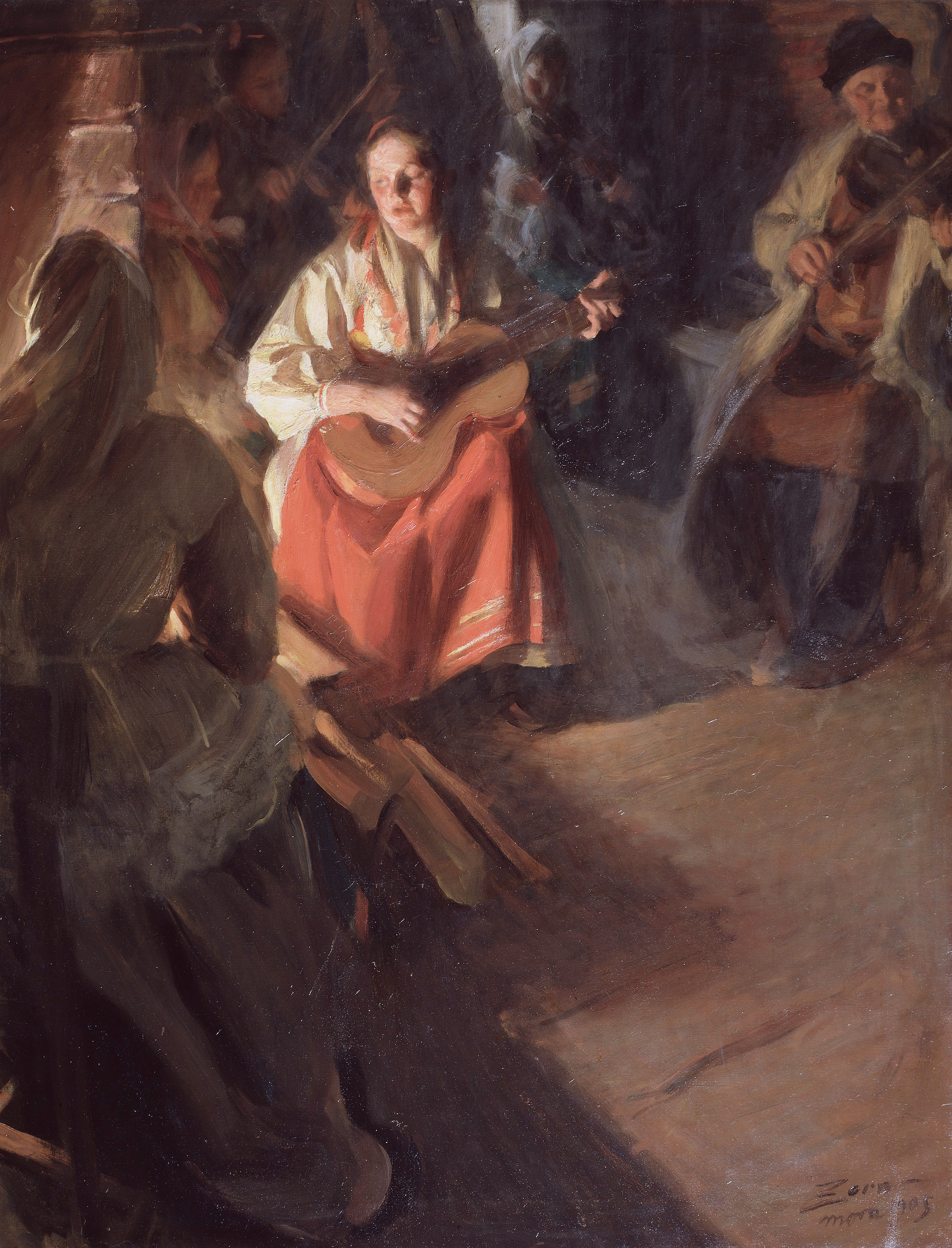
Muzsikáló család
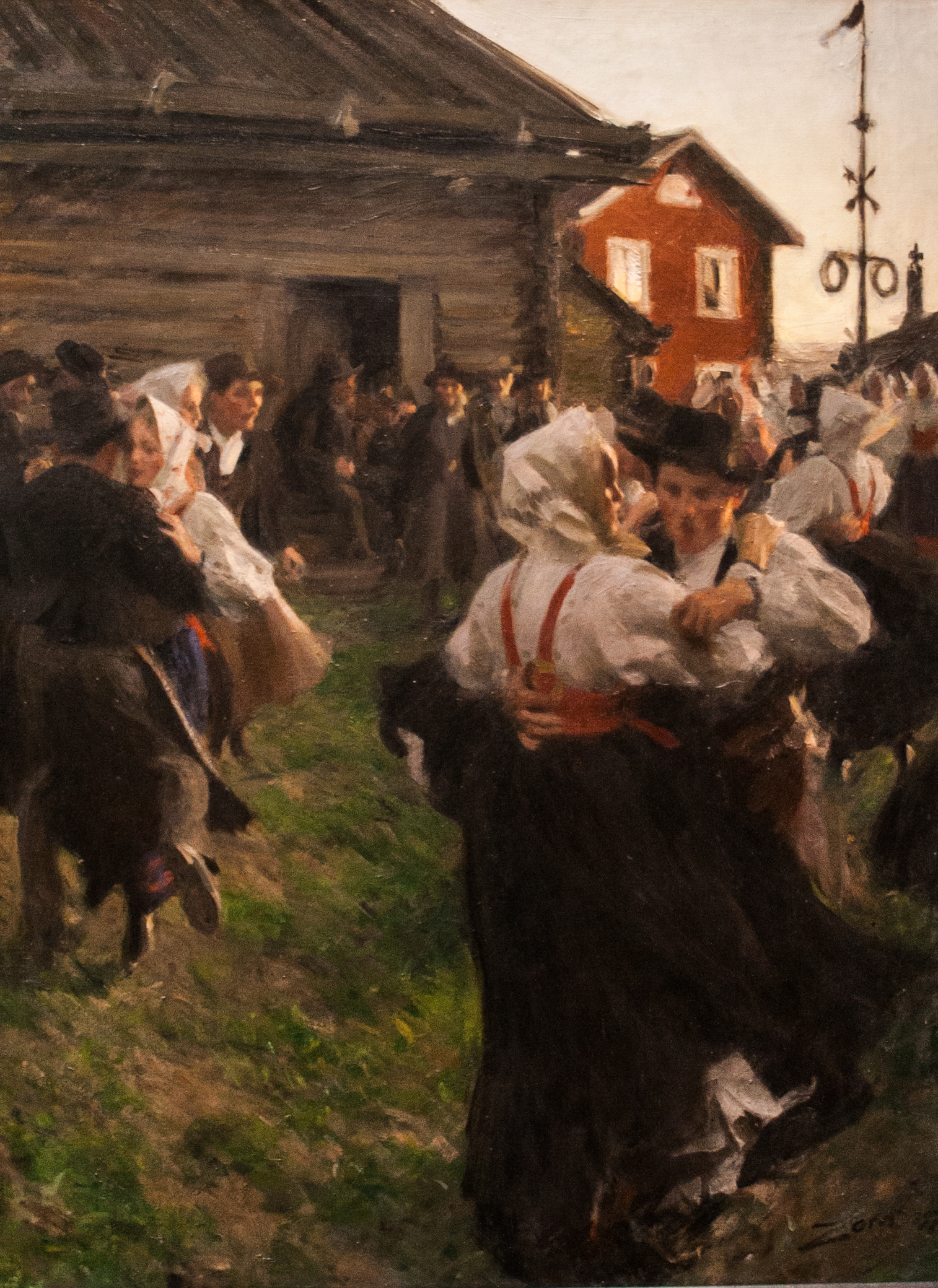
Szentivánéji tánc

### Morai lányok

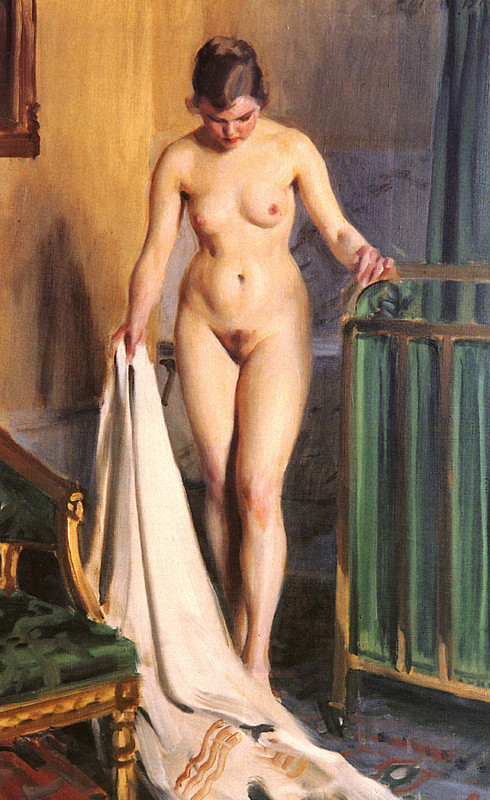
A hálószobában
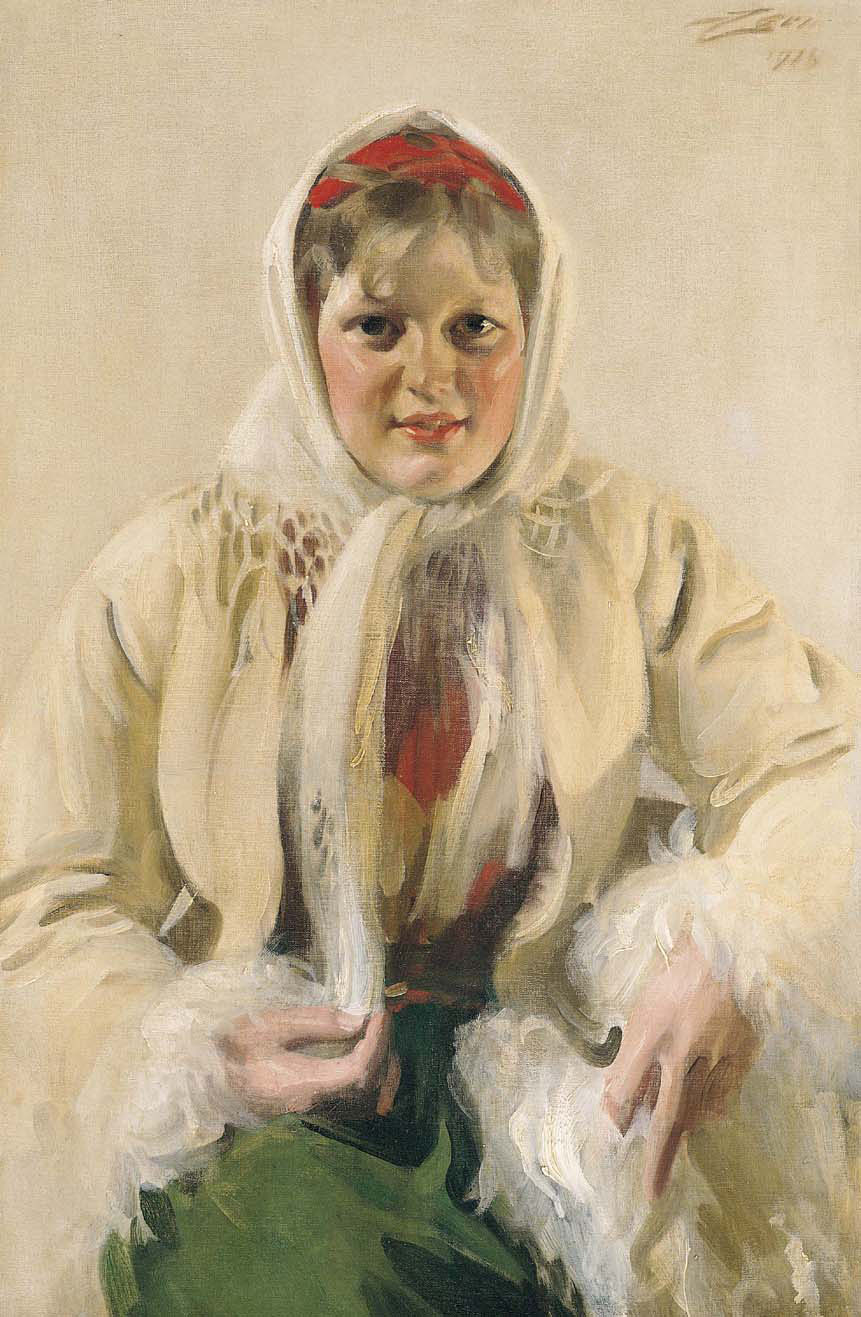
Morai lány
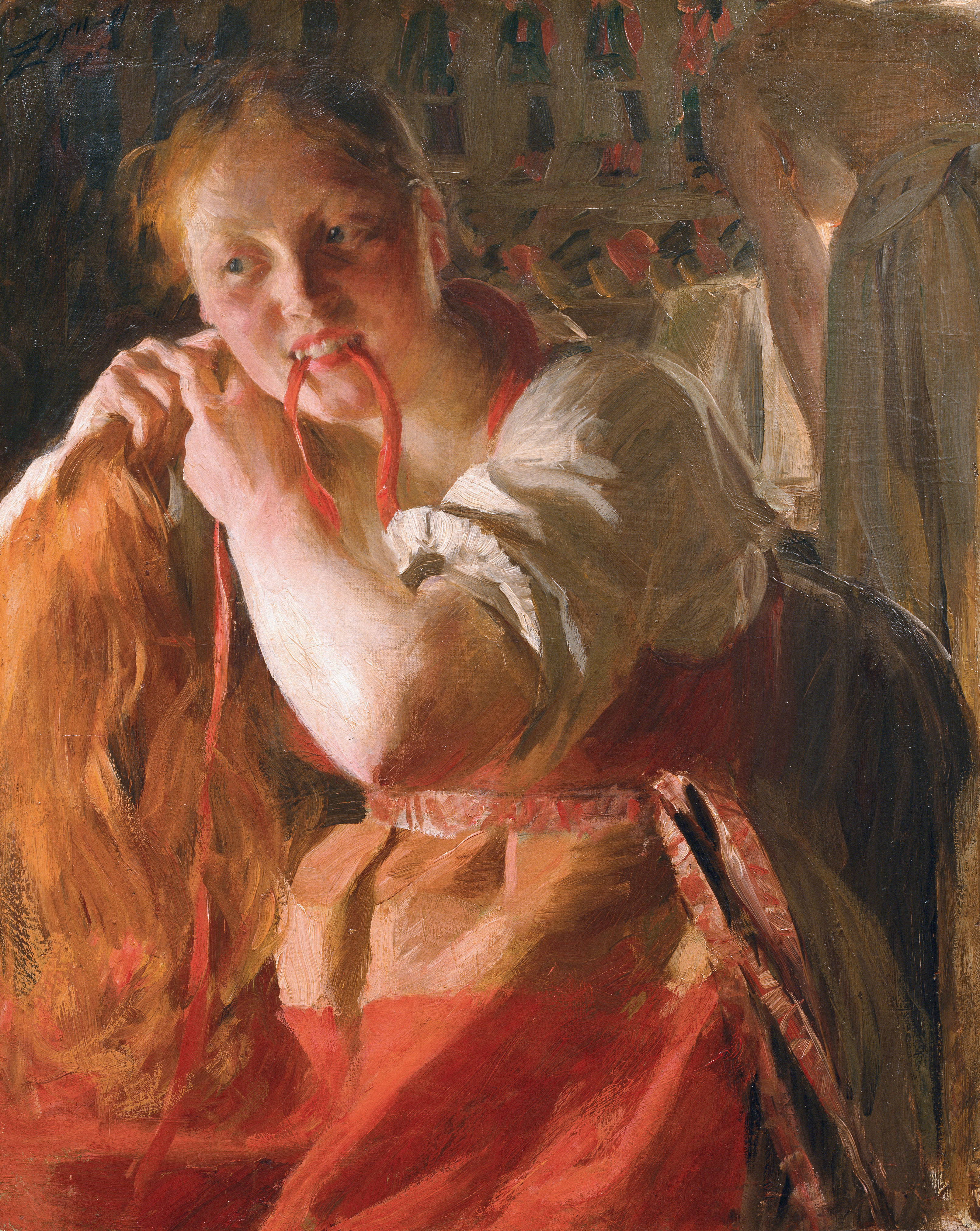
Margit
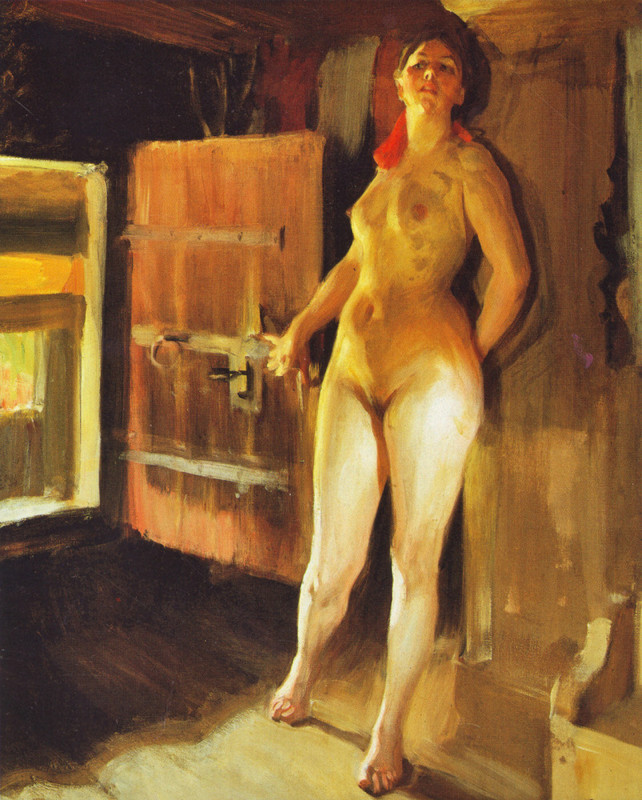
Lány a padláson

## Hagyatéka
A Zorn házaspár minden vagyonát a svéd államra hagyta. Hagyatékuk hivatalos neve Zorn-gyűjtemények, svédül Zornsamlingarna és hatvan épületből, valamint közel 20 000 tárgyból áll.  Ez utóbbiak között Zorn saját művei mellett más neves művészek értékes alkotásai (köztük Rembrandt-rézkarcok), népművészeti gyűjtemények, textilek, ezüsttárgyak találhatók. A Zorn-gyűjtemények négy fő részre oszlik: a tulajdonképpeni múzeum, a Zornmuseet; a művész korabeli lakhelye, a Zorngården; Zorns gammelgård; egy szabadtéri néprajzi múzeum, és a Gopsmor tanya, a művész „búvóhelye”. Anders és Emma Zorn jelentős pénzösszeget is az államra hagyott alapítványi formában, amit az Uppsalai Egyetem kezel Zornfonden néven.

## Elismerések
Képei számos világhírű múzeumban megtalálhatók, így a párizsi Musée d’Orsay-ban, a New York-i Metropolitan Művészeti Múzeumban, a bostoni Szépművészeti Múzeumban. Svédországban a „saját” múzeumán, a morai Zorn-gyűjteményeken kívül a stockholmi Nationalmuseumban és másutt is láthatók képei.
1889-ben, 29 éves korában megkapta a francia Becsületrend lovagi fokozatát a párizsi világkiállításon. Hazájában a Vasa-rend és az Északi Sarkcsillag rendje magas, királyi kitüntetéseiben részesült.